# دومينيكو بينو
دومينيكو بينو (بالفرنسية: Domenico Pino)‏ هو ضابط فرنسي، ولد في 8 سبتمبر 1760 في ميلانو في إيطاليا، وتوفي في 29 مارس 1826 في Cernobbio ‏ في إيطاليا.